# Plutonesthes rufipennis
Plutonesthes rufipennis là một loài bọ cánh cứng trong họ Cerambycidae.